# Sikosaari (ö i Mellersta Österbotten, Karleby, lat 63,87, long 24,08)
Sikosaari är en ö i Finland. Den ligger i vattendraget Lestijoki och i kommunen Kannus i den ekonomiska regionen  Karleby  och landskapet Mellersta Österbotten, i den centrala delen av landet, 400 km norr om huvudstaden Helsingfors. Öns area är 0,2 hektar och dess största längd är 80 meter i öst-västlig riktning.